# 大垣市コミュニティバス
大垣市コミュニティバス（おおがきしコミュニティバス）とは、岐阜県大垣市が大垣市が運行しているコミュニティバスである。名阪近鉄バス（若森営業所）に運行を委託している。
本項では、大垣市自主運行バスについても記述する。

## 大垣市コミュニティバス
旧上石津町が運行していた「上石津町コミュニティバス」を、市町村合併により大垣市が引き継ぎ、大垣市コミュニティバスに名称を変更したものである。上石津町コミュニティバス時代は運賃無料であったが、大垣市コミュニティバスへの移行時に有償化し、運賃は100円均一とされた。
2023年4月1日より、大垣市コミュニティバスから上石津地域コミュニティバスに名称を変更。また、青墓地区に青墓地域コミュニティバスが運行を開始し、合わせて「地域バス」の名称となる。

### 沿革
- 2005年（平成17年）10月17日：上石津町コミュニティバスが運行開始。
- 2006年（平成18年）
  - 3月27日：上石津町が大垣市に編入される。
  - 4月1日：大垣市コミュニティバスに改称。有料化。
- 2021年（令和3年）4月1日：養老線の運行を開始。
- 2023年（令和5年）4月1日：大垣市コミュニティバスを上石津地域コミュニティバスに名称変更。青墓地区で青墓地域コミュニティバスの運行開始。

### 路線
上石津地域コミュニティバス
料金は100円均一
- 牧田コース
  - 悠楽苑→牧田支所→上野ターミナル→総合体育館→悠楽苑
  - 悠楽苑→門前→上野ターミナル→総合体育館→悠楽苑
- 時コース
  - 悠楽苑→上石津地域事務所→音楽村→時支所前→上石津地域事務所→悠楽苑
- 多良コース（最終便は逆方向に運行）
  - 悠楽苑→上石津地域事務所→緑の村公園→西山→上石津地域事務所→上鍛冶屋公民館→上石津地域事務所→悠楽苑
- 養老線（2・3・最終便は逆方向に運行）
  - 悠楽苑→上野ターミナル→牧田支所→ザ・ビッグ養老店→美濃高田駅→西美濃厚生病院

青墓地域コミュニティバス
料金は200円均一
- 消防赤坂分署 - 昼飯大塚古墳 - JA青墓支店 - カネスエ昼飯店 - 東町田古墳 - 青墓地区センター前

## 大垣市自主運行バス
名阪近鉄バスの路線の一部は、大垣市が生活交通の確保のために委託運行しているものがある（大垣市自主運行バス）。大垣市コミュニティバスもその一部である。
大垣市コミュニティバス以外の大垣市自主運行バスは、名阪近鉄バスの一般路線バスとして運行されており、車両や運賃は一般路線バスと同様である。

### 路線
上石津スクール線は2024年3月までは一般客も利用可能な大垣市立上石津中学校のスクールバス（運賃無料）であったが、2024年4月に大垣市立上石津学園開校に関連し、ルートの再編と運賃設定がされている。
- 青柳線
- 荒尾線
- 赤坂線
- 川並線
- 稲葉線
- 荒崎線
- 開発住宅線
- 綾里養北線（2021年3月までの線名は大垣多良線）
- 関ヶ原時線（2021年3月までの線名は関ヶ原多良線）
- 上石津スクール線
  - 平井・烏頭坂バス（一之瀬 - 烏頭坂・門前 - 平井）
  - 出屋敷・乙坂ﾊﾞｽ（一之瀬・出屋敷 - 乙坂）
  - 牧田上野ﾊﾞｽ（一之瀬 - 牧田（上野））
  - 下多良バス（一之瀬 - 下多良）
  - 打上・時バス（一之瀬 - 前ケ瀬・時 - 打上）
  - 時山ﾊﾞｽ（一之瀬 - 上 - 時山）
  - 西山・上多良バス（一之瀬 - 宮・上多良 - 西山）